# Carlo Denei
Carlo Denei (Genova, 15 febbraio 1957) è un cabarettista, autore televisivo e cantautore italiano.

## Biografia

### Gli inizi
Le sue prime performances sono quasi esclusivamente radiofoniche. È il 1978 quando Denei esordisce a Radio Cosmo 78, una piccola radio libera genovese, portando racconti comici e canzoni modificate. Negli anni seguenti Denei continua a partecipare a programmi radiofonici in piccole radio libere e non lascia il suo impiego alla SIP dove lavora dal 1977. Nel 1987 fonda il gruppo comico-musicale Faidatè, con Paolo Congiu, Alberto Mazzolino e Gianfranco Ghiglieri, presenta e canta le sue canzoni comico-demenziali.
L’anno successivo arriva secondo col suo gruppo in un festival per dilettanti condotto da Claudio Nocera, in arte Rufus, che qualche tempo dopo lo arruolerà nei Cavalli Marci.

### Carriera televisiva
Nel 1989 Denei ottiene un clamoroso successo nazionale partecipando come concorrente al programma di Marco Columbro Tra moglie e marito in onda su Canale 5, dove si mette in luce e diventa campione grazie alle sue canzoni comico-demenziali.
Nel 1991 lo scopre il comico Roby Carletta che lo lancia nel suo programma regionale Telecolombelinate in onda su Telegenova. Nello stesso anno torna a Tra Moglie e marito e, tra i tanti campioni, si porta a casa la medaglia d’oro. Nel 1992 prova a sfidare i cabarettisti emergenti al Festival di Bordighera di Mauro Giorcelli dove viene eliminato (evento unico nel suo genere) per due volte nella stessa manifestazione. A sbarrargli la strada sono, però, talenti già maturi come Beppe Braida e Giampiero Perone. Denei però non si dà per vinto e prosegue verso l’ascesa guadagnata col palco, con la musica (esce un Cd amatoriale di canzoni comiche intitolato Baci e bacilli) e con la Radio (sua l’idea e la conduzione del programma Un'ora dopo i pasti in onda per due anni su Radio Luna Genova). Da solo o col gruppo Faidatè, continua ad esibirsi nei locali dell’underground quali il Pennygrace, Polo Sud, Coccodrillo, New Marlin e Nessundorma. Ed è proprio al Nessundorma, storico locale genovese, che martedì 31 gennaio del 1996 va in scena il primo spettacolo dei Cavalli Marci dove Denei è sul palco come ospite. Col passare delle settimane entrerà poi a far parte del gruppo.

#### Cavalli Marci
Con i Cavalli Marci, dopo aver stabilito un record da Guinnes dei Primati  (mai omologato ufficialmente), con uno spettacolo lungo 24 ore, approda in tv, su Italia 1 con Ciro, il figlio di Target e perciò decide di licenziarsi dalla SIP (che nel frattempo è diventata Telecom) e dedicarsi completamente alle scene. Successivamente, sempre con i Cavalli Marci partecipa a Serenate di Fabio Fazio nel 1999. In quegli anni Denei calca alcuni dei più importanti teatri italiani, come l’Ariston di Sanremo, il Ciak e il Nazionale di Milano, il Politeama Genovese, il Colosseo di Torino. Nel 1999, sempre coi Cavalli Marci vince il Premio Liguria per lo spettacolo dopo aver bissato il record, 24 ore consecutive di show. Sempre nel 1999 Rai 2 trasmette due show teatrali del gruppo comico, all'interno della trasmissione Palcoscenico, Cavalli Marci Show e Zagadan. Nel 2000 questa stessa trasmissione ospita altri due spettacoli dal vivo: Incroci veloci e Se telefonando.
Il 2000 è anche l’anno di Cavalli Marci in treno, programma radiofonico in onda su Radio Italia Network scritto dai Cavalli Marci e condotto da Denei con Andrea Di Marco, Michelangelo Pulci e Alessandro Bianchi (Alessandro Bianchi). Nel 2001, firmato da tutti i Cavalli Marci,  esce il libro Caro lettore adesso basta edito da Rizzoli. Nel 2002 Denei prende parte al film dei Cavalli Marci Come se fosse amore diretto da regista Roberto Burchielli distribuito da Medusa Film. Nel 2003, pur continuando le tournée teatrali nei Cavalli Marci, collabora con il gruppo nascente di Colorado e, insieme ai comici genovesi Andrea Di Marco, Enrique Balbontin, Fabrizio Casalino è alla corte di Diego Abatantuono per tutta la stagione culminata con la partecipazione televisiva a Bulldozer, condotta da Dario Vergassola in onda su Rai 2.

#### Comedy Club
Terminata l’esperienza Cavalli Marci con lo scioglimento del gruppo nel 2004, insieme ad Andrea Di Marco, Max Novaresi, Graziano Cutrona, Daniele Raco,  Andrea Bottesini, Enzo Paci, Marco Rinaldi e Andrea Possa, fonda il Comedy Club e, nel giugno dello stesso anno, entra nel cast di Arrivano i Nostri, programma televisivo di Gigi Reggi condotto da Pippo Franco con Natalia Estrada, in onda su Canale 5. Il progetto Comedy Club si conclude nel 2005 con due trasmissioni televisive, State Comedy in onda su Telenord, Comedy talk sulla Tv Svizzera, e il programma radiofonico Radio Pirata in onda per due stagioni su Radio Babboleo. Con il Comedy Club riceve, sempre nel 2004, il Premio Liguria per lo spettacolo. Nel 2004 inizia la sua esperienza di autore televisivo firmando il programma Bulldozer come autore di Andrea Di Marco. Contemporaneamente collabora a distanza per Striscia la notizia.

#### Striscia la notizia
Dal settembre del 2005 entra nella squadra di Antonio Ricci, Striscia la notizia. Qui Denei lavora gomito a gomito con autori storici come Lorenzo Beccati, Gennaro Ventimiglia e Max Greggio e, insieme a Fabio Nocchi si occupa delle battute satiriche di Ezio Greggio.

### Lavori recenti
Nel 2007, con un testo inedito intitolato Ladri, vince il concorso nazionale di letteratura umoristica Parole da ridere, concorso legato al Festival Nazionale del Cabaret di Mauro Giorcelli. Nel 2010 esce il suo primo libro intitolato Dove osano i grifoni con A&A Edizioni e sempre con lo stesso editore fa uscire nel 2011 Gocce di Genoa su di noi , nel 2012 Facce da libro e nel 2014 Il tassista onesto. Il 2 aprile del 2016 va in scena il suo primo lavoro teatrale del quale è autore ed interprete, con la regia di Lazzaro Calcagno; titolo dello spettacolo: Se c’è pubblico guarisco. Il 13 luglio del 2016 esce una raccolta di canzoni dal titolo Secolo e focaccia. Il disco, allegato a un nuovo libro scritto ad hoc per il CD, s’intitola Secolo, focaccia e fantasia e viene distribuito in allegato al quotidiano Il Secolo XIX.
Il 2 luglio 2017 a Savignone (GE), nel corso della Nona edizione del Premio dedicato a Pippo dei Trilli, riceve un premio alla carriera che gli viene consegnato da Vladimiro Zullo, leader del gruppo folk de I Trilli.
Il 7 ottobre 2017 Denei apre la tradizionale rassegna Ottobre De Andrè dedicata al cantautore Fabrizio De Andrè con il suo primo vero concerto da cantautore accompagnato dai chitarristi Davide e Alessandro De Muro.
Il 3 febbraio 2018, Denei ha pubblicato il nuovo CD musicale dal titolo L'ora di te. Per promuovere il suo lavoro è partito, il giorno stesso dell'uscita, da Genova per portare fisicamente il disco a Sanremo. Il suo viaggio è durato otto giorni ed è terminato nel pomeriggio di sabato 10 febbraio, a poche ore dalla finale sanremese. Denei non è salito sul palco del Teatro Ariston, ma è stato invitato sul Red Carpet da Massimo Morini e Gianni Rossi. È stato inoltre intervistato da diverse emittenti radiofoniche e televisive e seguito sui social da decine di migliaia di persone.
Il 19 gennaio del 2019 insieme al vignettista della Settimana Enigmistica Antonio Tubino, realizza una mostra di vignette dal titolo Ridere in galleria, allestita all’interno di Palazzo Fieschi a Sestri Ponente, rappresentanti le battute di satira politica e di costume che in autunno scrive per Striscia la notizia.
A gennaio 2019, ad un anno dalla camminata a piedi di Denei a Sanremo per presentare il CD L'ora di te, esce il documentario Il mondo di Carlo per la regia di Max Gaggino. La prima proiezione avviene il 31 gennaio 2019 al Teatro Albatros di Rivarolo.
Il 22 febbraio 2019 alla Feltrinelli di Genova, davanti ad un numerosissimo pubblico, viene presentato Come se Fossi sano pubblicato per Cordero Editori, il settimo lavoro editoriale di Denei.
Il 2 febbraio 2019, in occasione del 18º Festival della canzone dialettale in lingua ligure, ad Albenga riceve il premio Ligure illustre intitolato al poeta Elmo Bazzano, riconoscimento che negli anni precedenti è stato assegnato a personaggi del calibro di Carlo Pistario, Franco Fasano ed
Emanuele Dabbono.
Il 2020 per Denei è l’anno della svolta dialettale. L’etichetta discografica Hive Records di Verdiano Vera pubblica su Spotify e su molti canali mondiali il videoclip della canzone Sciacca e gia scritta a quattro mani con Davide De Muro e cantata da Denei, che la definisce una "canzone d’amore per il pesto e per la Liguria".
Insieme a Stefano Lasagna debutta al teatro Sacco con Pe rîe se peu moî, commedia dialettale scritta, diretta e interpretata da loro stessi.
Nel 2022 pubblica per Erga edizioni Amori Laterali, Canzoni e comicità di un artista schizofrenico, e nel 2024 sempre per Erga edizioni Festival, Le disavventure di cinque giovani comici al Festival dell'umorismo di Ronciglione.

## Vita privata
Nella sua città, Denei è anche noto per la sua passione per il Genoa.

## Filmografia

### Cinema
- Come se fosse amore, regia di Roberto Burchielli (2002)
- InvaXön - Alieni in Liguria regia di Massimo Morini (2004)
- Capitan Basilico, regia di Massimo Morini (2008)
- Capitan Basilico 2, regia di Massimo Morini (2011)
- Il mondo di Carlo  (2019) - documentario di Max Gaggino che vede Denei protagonista nel suo viaggio a piedi da Genova a Sanremo del febbraio 2018.

## Teatro
- Cavalli Marci Show regia di Claudio Nocera (1998)
- Zagadan regia di Claudio Nocera (1999)
- Incroci Veloci regia di Claudio Nocera (2000)
- Se telefonando regia di Claudio Nocera (2001)
- Alluce Billuce Trilluce regia di Claudio Nocera (2002)
- Chiacchiere e distintivo regia di Claudio Nocera (2003)
- La canzone più brutta del mondo regia di Claudio Nocera (2004)
- Mi manda Denei regia di Lazzaro Calcagno (2013)
- Se c’è pubblico guarisco  regia di Lazzaro Calcagno (2016)
- Pe rîe se peu moî regia di Carlo Denei e Stefano Lasagna (2020)

## Televisione
- Ciro, il figlio di Target, (Italia 1, 1997)
- Ciro, il figlio di Target 2, (Italia 1, 1998)
- Serenate, (Rai 2, 1998)
- Palcoscenico, (Rai 2, 1999-2000)
- Bulldozer, (Rai 2, 2003)
- State Comedy,(Telenord, 2004)
- Comedy Club, (Tv Svizzera, 2004)
- Arrivano i nostri, (Canale 5, 2004)
- Trilli Note e Bacilli, (Primocanale, 2016)

## Radio
- 2000 - Cavalli Marci in treno, Radio Italia Network
- 2004 - Radio pirata,  Radio Babboleo

## Discografia
- 2016 - Secolo e focaccia (allegato al libro Secolo, focaccia e fantasia)
- 2018 - L'ora di te
- 2020 - Sciacca e gia singolo pubblicato su Hive Records

## Libri
- Caro lettore adesso basta, Segrate, Rizzoli, 2001, ISBN 88-17-25909-8.
- Dove osano i grifoni, A&A Edizioni, 2010, ISBN 978-88-904775-1-5.
- Gocce di Genoa su di noi, A&A Edizioni, 2011, ISBN 978-88-904775-2-2.
- Facce da libro, A&A Edizioni, 2012, ISBN 978-88-904775-4-6.
- Il tassista onesto, A&A Edizioni, 2014, ISBN 978-88-98408-29-0.
- Secolo, focaccia e fantasia, Genova, De Ferrari Editore, 2016, ISBN non esistente.
- Come se fossi sano. Quasi un perfetto manuale per ipocondriaci, Cordero Editore, 2019, ISBN 978-88-32025-03-3.
- Amori Laterali, Canzoni e comicità di un artista schizofrenico, Genova, Erga Edizioni, 2022, ISBN 978-88-3298-291-6.
- Festival, Le disavventure di cinque giovani comici al Festival dell'umorismo di Ronciglione, Genova, Erga Edizioni, 2024, ISBN 978-88-3298-474-3.

## Premi e riconoscimenti
- 1999 - Premio Liguria (con i Cavalli Marci)
- 2004 - Premio Liguria (con il Comedy Club)
- 2017 - Premio alla carriera Pippo dei Trilli
- 2019 - Premio Ligure Illustre del Festival della canzone dialettale in lingua ligure.